# Reinhard Brock
Reinhard Brock (* 1. November 1951 in Bergisch Gladbach; † 8. Dezember 2013 in München) war ein deutscher Schauspieler, Synchronsprecher, Dialogbuchautor und -regisseur sowie Autor und Soziologe.

## Leben
Brock studierte Schauspiel an der Hochschule für Musik in Saarbrücken. Nach seinem Abschluss spielte er an verschiedenen Bühnen und war mit Tourneetheatern unterwegs. Später leitete er als Intendant das private Theater „Blaue Maus“ in Saarbrücken.
Seit 1988 war Reinhard Brock überwiegend in der Münchner Synchronbranche tätig. Er lieh u. a. Danny Glover (z. B. in Switchback oder Die Royal Tenenbaums), Oliver Platt (Die drei Musketiere), Laurence Fishburne (Othello) und Morgan Freeman (Bruce Allmächtig) seine Stimme. Außerdem sprach er Paul Sorvino in Law & Order und die Rolle des „Sulley“ in Die Monster AG und Die Monster Uni sowie die des „Hook“ in den Animationsfilmen Cars und Cars 2.
Im Bereich des Zeichentricks war Brock ebenso sehr aktiv. Am bekanntesten ist wohl seine Synchronrolle als klappriger Kernkraftwerkbesitzer „Mr. Burns“ in der Zeichentrickserie Die Simpsons, den er seit 1991 über 23 Jahre gesprochen hatte. Neben Mr. Burns sprach er in neueren Folgen auch die Rollen „Kirk van Houten“, „Dr. Julius Hibbert“, „Oberschulrat Chalmers“, „Mr. Largo“ und „Raphael“. Seit der vierten Staffel von Family Guy war er die deutsche Stimme von Adam West sowie die des alten Mannes „Herbert“. In den Serien Super Mario Brothers Super Show, Die Abenteuer von Super Mario Bros. 3 und Super Mario Welt synchronisierte er die Figur des „Super Mario“ und im japanischen Anime One Piece übernahm er die Rolle des Erzählers.
Reinhard Brock schrieb deutsche Dialoge für Fernsehserien wie Owen Marshall und Mein lieber Biber. Auch als Dialogregisseur war er auf Zeichentrick spezialisiert, so war er beispielsweise für die deutsche Fassung der Serien Hey Arnold! und Immer Ärger mit Newton und des Films Rudolph mit der roten Nase verantwortlich.
Darüber hinaus war Brock als Filmemacher tätig. Neben Dokumentarfilmen und Filmbeiträgen inszenierte er auch Musikvideos und Werbespots.
Seine Töchter Farina Brock (* 1984), Lucy Brock  (* 1989) und Lilian Brock (* 1991) arbeiten auch als Synchronsprecherinnen.
Reinhard Brock starb am 8. Dezember 2013 unerwartet, nach kurzer schwerer Krankheit im Alter von 62 Jahren.

## Synchronrollen (Auswahl)
J. K. Simmons
- 2006: First Snow als Vacaro
- 2009: Ausgequetscht als Brian

Larry the Cable Guy
- 2006: Cars als Hook
- 2011: Cars 2 als Hook

Iain Glen
- 2009: Die Päpstin als Johannas Vater
- 2010: Jack Taylor: Der Ex-Bulle als Jack Taylor

Morgan Freeman
- 2003: Bruce Allmächtig als Gott
- 2007: Evan Allmächtig als Gott

John Goodman
- 2000: Ein Königreich für ein Lama als Pacha
- 2001: Die Monster AG als James P. „Sulley“ Sullivan
- 2002: Mikes neues Auto als James P. „Sulley“ Sullivan
- 2005: Ein Königreich für ein Lama 2 – Kronks großes Abenteuer als Pacha
- 2013: Die Monster Uni als James P. „Sulley“ Sullivan

### Filme
- 1974: City Monster – Clint Young als Dave
- 1989: Pink Cadillac – James Cromwell als Motel Angestellter
- 1994: Auf brennendem Eis – R. Lee Ermey als Stone
- 1997: Eine Leiche auf Rezept – Barry Kelley als Lt. O'Flair
- 2002: Signs – Zeichen – Lanny Flaherty als Mr. Nathan
- 2008: Traum ohne Ende – Hartley Power als Sylvester Kee
- 2009: New Moon – Biss zur Mittagsstunde – Graham Greene als Harry Clearwater

### Serien
- 1970: Immer wenn er Pillen nahm – John Mitchum als Harry
- 1991–2014: Die Simpsons – Harry Shearer als Mr. Burns
- 2005–2007: Die Simpsons – Hank Azaria als Oberschulrat Gary Chalmers (3. Stimme)
- 2005–2007: American Dragon – John DiMaggio als FuDog
- 2010–2013: Damages – Im Netz der Macht – Tom Noonan als Detective Victor Huntley
- 2012–2014: Justified – Nick Searcy als Chief Deputy Art Mullen (1. Stimme)

## Hörspiele
- 2001: Ein Königreich für ein Lama – Das Original-Hörspiel zum Film, Walt Disney Records, ISBN 3-89780-162-0

## Hörbücher
- 2006: Franz Konz: Der große Konz: Die besten Steuertricks für Rentner (Audible exklusiv, gemeinsam mit Christian Geisler)